# Miloš Vujanić
Miloš Vujanić (* 13. November 1980 in Loznica, Jugoslawien) ist ein ehemaliger serbischer Basketballspieler.

## Karriere
Miloš Vujanić begann seine Karriere bei den Jugendmannschaften des serbischen Traditionsvereins Roter Stern Belgrad. 1998 unterschrieb er seinen ersten Profivertrag und blieb für drei Jahre bei Roter Stern unter Vertrag. 2001 wechselte Vujanic zum Stadtrivalen Partizan Belgrad, wo er in den Jahren 2002 und 2003 die serbische Meisterschaft sowie 2002 den Pokal gewinnen konnte. Nachdem er bei seiner neuen Mannschaft zum Führungsspieler aufgestiegen war und sich auch in der serbischen Nationalmannschaft etablieren konnte, wurden erstmals die NBA-Scouts auf ihn aufmerksam. 2002 wurde er schließlich von den New York Knicks an 34. Stelle der NBA-Drafts ausgewählt (2004 gaben die Knicks ihre Rechte am Spieler an die Phoenix Suns ab). Vujanic bekam jedoch nie ein Vertragsangebot aus der NBA und wechselte 2003 nach Italien zu Fortitudo Bologna. In der EuroLeague war er in der Saison zuvor mit 25,8 Punkten im Schnitt der erfolgreichste Korbschütze des Wettbewerbs. Mit Fortitudo gewann Vujanić 2005 die italienische Meisterschaft, ehe er im Sommer 2005 nach Spanien zu Barcelona wechselte. Bei Barcelona kam Vujanić nach einer wiederholten, schweren Knieverletzung nur sporadisch zum Einsatz und konnte nur an vier Euroleague-Spielen seiner Mannschaft teilnehmen. 2006 wechselte er nach Griechenland zu Panathinaikos Athen, wo er 2007 das Triple erreichen konnte.
Nachdem Panathinaikos im Sommer 2007 die Spieler Vasilios Spanoulis und Šarūnas Jasikevičius unter Vertrag nahm, kam Vujanić bis zum November des gleichen Jahres auf nur wenige Einsätze. Unzufrieden mit der Rolle des Edelreservisten bat er Athen um die Freigabe und wurde zum russischen Verein Dynamo Moskau transferiert.
Der 1,90 m große Guard errang, neben einer Reihe von nationalen Titeln und Auszeichnungen, mit der serbischen Nationalmannschaft auch die Weltmeisterschaft 2002.

## Erfolge
- Serbisch-montenegrinischer Meister: 2002, 2003
- Italienischer Meister: 2005
- Griechischer Meister: 2007
- Türkischer Meister: 2009
- Serbischer Pokalsieger: 2002
- Griechischer Pokalsieger: 2007
- Türkischer Pokalsieger: 2009
- Türkischer Präsidentencup: 2009
- EuroLeague: 2007
- Weltmeister: 2002

## Auszeichnungen
- All-Euroleague 2nd Team: 2003, 2004
- Teilnahme am jugoslawischen All Star Game: 2001
- Teilnahmen an Europameisterschaften: 2003
- Teilnahmen an U-20 Europameisterschaften: 2000
- Teilnahme an Weltmeisterschaften: 2002
- Teilnahmen an den World University Games: 1999, 2001
- Teilnahme an Olympischen Spielen: 2004

| Personendaten    | Personendaten                |
| ---------------- | ---------------------------- |
| NAME             | Vujanić, Miloš               |
| KURZBESCHREIBUNG | serbischer Basketballspieler |
| GEBURTSDATUM     | 13. November 1980            |
| GEBURTSORT       | Loznica                      |